# بياتريس كوريدور
بياتريس كوريدور (مدريد، 1 يوليو 1968) محامية وسياسية إسبانية، تعمل كعضو في مجلس النواب ورئيس لجنة العدل منذ عام 2019. خارج مهامها البرلمانية تترأس مؤسسة بابلو إغليسياس، وهي مؤسسة غير ربحية سميت المنظمة على اسم مؤسس الحزب الإشتراكي بابلو إغليسياس بوس.
من 14 أبريل 2008 إلى 20 أكتوبر 2010 شغلت منصب وزيرة الإسكان.